# Danh sách trò chơi trong Lý thuyết trò chơi
Lý thuyết trò chơi nghiên cứu sự tương tác chiến lược giữa các cá nhân trong các tình huống được gọi là trò chơi. Các loại trò chơi này đã được đặt tên. Đây là danh sách các trò chơi được nghiên cứu phổ biến nhất.

## Giải thích các đặc tính
Trò chơi có thể có một số đặc tính, một vài đặc tính phổ biến nhất được liệt kê ở đây.
- Số người chơi: Mỗi người đưa ra lựa chọn trong trò chơi hoặc người nhận được phần thưởng từ kết quả của những lựa chọn đó là một người chơi.
- Chiến lược của mỗi người chơi: Trong một trò chơi, mỗi người chơi chọn từ một tập hợp các hành động có thể xảy ra, được gọi là chiến lược thuần túy. Nếu con số giống nhau cho tất cả người chơi, nó được liệt kê ở đây.
- Số lượng chiến lược thuần túy tại điểm cân bằng Nash: Điểm cân bằng Nash là một tập hợp các chiến lược thể hiện những cách phản hồi tốt nhất đối với các chiến lược khác. Nói cách khác, nếu mỗi người chơi đang chơi phần của họ trong trạng thái cân bằng Nash, thì không người chơi nào có động cơ đơn phương thay đổi chiến lược của mình. Chỉ xem xét các tình huống mà người chơi chơi một chiến lược duy nhất mà không ngẫu nhiên (một chiến lược thuần túy), một trò chơi có thể có bất kỳ số điểm cân bằng Nash nào.
- Trò chơi tuần tự: Một trò chơi là tuần tự nếu một người chơi thực hiện hành động của mình sau một người chơi khác; nếu không, trò chơi là một trò chơi di chuyển đồng thời.
- Thông tin hoàn hảo: Một trò chơi có thông tin hoàn hảo nếu nó là một trò chơi tuần tự và mọi người chơi đều biết các chiến lược được chọn bởi những người chơi đi trước họ.
- Tổng không đổi: Một trò chơi là tổng không đổi nếu tổng phần thưởng cho mọi người chơi là như nhau cho mọi bộ chiến lược. Trong các trò chơi này, một người chơi được lợi nếu và chỉ khi người chơi khác thua. Trò chơi có tổng không đổi có thể được chuyển thành trò chơi có tổng bằng không bằng cách trừ đi một giá trị cố định cho tất cả các phần thưởng, giữ nguyên thứ tự tương đối của chúng.
- Bước chuyển động vô thức: Một trò chơi bao gồm một bước di chuyển ngẫu nhiên trong vô thức.

## Danh sách các trò chơi
| Trò chơi                                            | Tiếng Anh                      | Số người chơi  | Chiến lược của mỗi người chơi | Số lượng chiến lược thuần túy tại điểm cân bằng Nash | Tuần tự | Thông tin hoàn hảo | Tổng bằng không | Bước chuyển động vô thức |
| --------------------------------------------------- | ------------------------------ | -------------- | ----------------------------- | ---------------------------------------------------- | ------- | ------------------ | --------------- | ------------------------ |
| Cuộc chiến giới tính                                | Battle of the sexes            | 2              | 2                             | 2                                                    | Không   | Không              | Không           | Không                    |
| Trò chơi kẻ nhát gan hay còn gọi là Diều hâu-Bồ câu | Game of chicken hoặc Hawk-Dove | 2              | 2                             | 2                                                    | Không   | Không              | Không           | Không                    |
| Săn nai                                             | Stag hunt                      | 2              | 2                             | 2                                                    | Không   | Không              | Không           | Không                    |
| Bi kịch của cái chung                               | Tragedy of the commons         | N              | 2                             | 2                                                    | Không   | Không              | Không           | Không                    |
| Kẻ ngồi không hưởng lợi                             | Free-rider problem             | N              | 2                             | 2                                                    | Không   | Không              | Không           | Không                    |
| Thế lưỡng nan của người tình nguyện                 | Volunteer's dilemma            | N              | 2                             | 2                                                    | Không   | Không              | Không           | Không                    |
| Thế lưỡng nan của người tù                          | Prisoner's dilemma             | 2              | 2                             | 1                                                    | Không   | Không              | Không           | Không                    |
| Deadlock                                            |                                | 2              | 2                             | 1                                                    | Không   | Không              | Không           | Không                    |
| Trò chơi Colonel Blotto                             | Blotto game                    | 2              | tùy biến                      | tùy biến                                             | Không   | Không              | Có              | Không                    |
| Bài toán chia bánh                                  | Fair cake-cutting              | N, thường là 2 | vô hạn                        | tùy biến                                             | Có      | Có                 | Có              | Không                    |
| Trò chơi con rết                                    | Centipede game                 | 2              | tùy biến                      | 1                                                    | Có      | Có                 | Không           | Không                    |
| Oẳn tù tì (Kéo búa bao)                             | Rock, paper, scissors          | 2              | 3                             | 0                                                    | Không   | Không              | Có              | Không                    |
| Trò chơi ra tín hiệu                                | Signaling game                 | N              | tùy biến                      | tùy biến                                             | Có      | Không              | Không           | Có                       |
| Cuộc đấu tay ba                                     | Truel                          | 3              | 1-3                           | vô hạn                                               | Có      | Có                 | Không           | Không                    |
| Gift-exchange game                                  |                                |                | tùy biến                      | 1                                                    | Có      | Có                 | Không           | Không                    |
| Commune game                                        |                                | 3              |                               |                                                      |         |                    |                 | Có                       |
| Coordination game                                   |                                | N              | tùy biến                      | >2                                                   | Không   | Không              | Không           | Không                    |
| Cournot game                                        |                                | 2              | vô hạn                        | 1                                                    | Không   | Không              | Không           | Không                    |
| Dictator game                                       |                                | 2              | vô hạn                        | 1                                                    | N/A     | N/A                | Có              | Không                    |
| Diner's dilemma                                     |                                | N              | 2                             | 1                                                    | Không   | Không              | Không           | Không                    |
| Dollar auction                                      |                                | 2              | 2                             | 0                                                    | Có      | Có                 | Không           | Không                    |
| El Farol bar                                        |                                | N              | 2                             | tùy biến                                             | Không   | Không              | Không           | Không                    |
| Game without a value                                |                                | 2              | vô hạn                        | 0                                                    | Không   | Không              | Có              | Không                    |
| Guess 2/3 of the average                            |                                | N              | vô hạn                        | 1                                                    | Không   | Không              | Có thể          | Không                    |
| Kuhn poker                                          |                                | 2              | 27 & 64                       | 0                                                    | Có      | Không              | Có              | Có                       |
| Matching pennies                                    |                                | 2              | 2                             | 0                                                    | Không   | Không              | Có              | Không                    |
| Muddy Children Puzzle                               |                                | N              | 2                             | 1                                                    | Có      | Không              | Không           | Có                       |
| Nash bargaining game                                |                                | 2              | vô hạn                        | vô hạn                                               | Không   | Không              | Không           | Không                    |
| Optional prisoner's dilemma                         |                                | 2              | 3                             | 1                                                    | Không   | Không              | Không           | Không                    |
| Peace war game                                      |                                | N              | tùy biến                      | >2                                                   | Có      | Không              | Không           | Không                    |
| Pirate game                                         |                                | N              | vô hạn                        | vô hạn                                               | Có      | Có                 | Không           | Không                    |
| Platonia dilemma                                    |                                | N              | 2                             | {\displaystyle 2^{N}-1}                              | Không   | Có                 | Không           | Không                    |
| Princess and monster game                           |                                | 2              | vô hạn                        | 0                                                    | Không   | Không              | Có              | Không                    |
| Public goods                                        |                                | N              | vô hạn                        | 1                                                    | Không   | Không              | Không           | Không                    |
| Screening game                                      |                                | 2              | tùy biến                      | tùy biến                                             | Có      | Không              | Không           | Có                       |
| Traveler's dilemma                                  |                                | 2              | N >> 1                        | 1                                                    | Không   | Không              | Không           | Không                    |
| Trust game                                          |                                | 2              | vô hạn                        | 1                                                    | Có      | Có                 | Không           | Không                    |
| Ultimatum game                                      |                                | 2              | vô hạn                        | vô hạn                                               | Có      | Có                 | Không           | Không                    |
| Vickrey auction                                     |                                | N              | vô hạn                        | 1                                                    | Không   | Không              | Không           | Có                       |
| War of attrition                                    |                                | 2              | 2                             | 0                                                    | Không   | Không              | Không           | Không                    |